# George William Smith

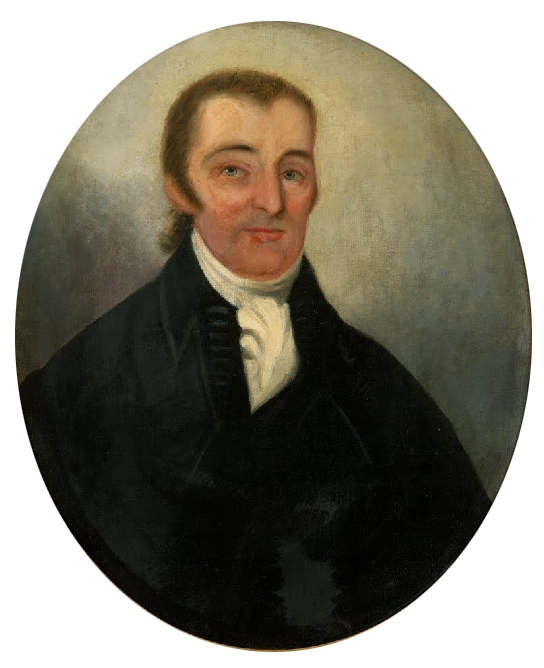
George William Smith

George William Smith (* 1762 in Bathurst, Essex County, Colony of Virginia; † 26. Dezember 1811 in Richmond, Virginia) war ein US-amerikanischer Politiker und im Jahr 1811 Gouverneur des Bundesstaates Virginia.

## Werdegang
George Smith war der Sohn von Meriwether Smith (1730–1790), der Delegierter im Kontinentalkongress war. Sein genaues Geburtsdatum ist unbekannt. Die Quellen gehen aber von 1762 als seinem Geburtsjahr aus. Er wurde Mitglied der Demokratisch-Republikanischen Partei von Thomas Jefferson und war zwischen 1790 und 1808 mehrfach mit Unterbrechungen Abgeordneter im Repräsentantenhaus von Virginia. Danach war er Mitglied und Präsident im Regierungsrat, einem Vorläufer des Senats von Virginia. In dieser Eigenschaft fiel ihm entsprechend der Staatsverfassung nach dem Rücktritt von Gouverneur John Tyler, der zum Bundesrichter ernannt worden war, dessen Amt zu. Dabei musste er nur die Zeit zwischen dem 15. und 19. Januar 1811 überbrücken, bis der neugewählte Gouverneur James Monroe sein Amt antreten konnte.
Nachdem Monroe von Präsident James Madison zum neuen Außenminister der Vereinigten Staaten ernannt worden war, trat er am 3. April 1811 als Gouverneur zurück; Smith musste daraufhin erneut dieses Amt übernehmen und Monroes Amtszeit, die noch bis Januar 1812 gelaufen wäre, zu beenden. Im Dezember 1811 gewann er dann die Gouverneurswahlen für eine eigene Amtszeit, die von Januar 1812 bis Januar 1813 gelaufen wäre. Dazu kam es aber nicht mehr, weil er am 26. Dezember 1811, nur drei Wochen nach seiner Wahl, bei einem Theaterbrand in Richmond ums Leben kam. George Smith war zweimal verheiratet und hatte insgesamt acht Kinder.